# إتا الجبار
الجبار (Eta Orionis) أو إيتا الجبار تسمية باير (η Ori, η Orionis) هو نجم يقع في كوكبة الجبار .أسماء أخرى سيف Saiph واسمة العربي الجبار  Algjebbah وEnsis (باللاتينية ل "السيف"، حيث النجم يمثل غمد سلاح الجبار).إيتا الجبار يقع إلى الغرب من نطاق الجبار بين المنطقة ورجل الجبار وأقرب إلى المنطقة.. يقع نجم الجبار على بعد مابين 900  إلى حوالي 1000 سنة ضوئية من الأرض وجزء من ذراع الجبار
نجم الجبار نظام نجمي رباعي، ثلاثة أعضاء من نجومة يمكن رصدها بالتلسكوب. المكون الرئيسي للنظام النجمي الثلاثي عبارة عن نجم ثنائي  كسوفي من نوع رأس الغول.
هذه النجوم لها فترات مدارية من 9.2 سنوات و8 أيام. ويشمل هذا النظام نجم متغير لة فترة نبض مدتها حوالي 8 ساعات. ثلاثة نجوم من مكونات هذا النظام من نجوم النسق الأساسي نوع-B تصنيفها النجمي B1 V, B3 V و B2 V.